# Lasioglossum annexum
Lasioglossum annexum är en biart som först beskrevs av Cockerell 1922.  Lasioglossum annexum ingår i släktet smalbin, och familjen vägbin. Inga underarter finns listade i Catalogue of Life.